# ミヒェルバッハ・アン・デア・ビルツ
ミヒェルバッハ・アン・デア・ビルツ (ドイツ語: Michelbach an der Bilz) は、ドイツ連邦共和国バーデン＝ヴュルテンベルク州シュヴェービッシュ・ハル郡に属す町村（以下、本項では便宜上「町」と記述する）。

## 地理

### 位置
ミヒェルバッハ・アン・デア・ビルツは、郡庁所在地であるシュヴェービッシュ・ハルの南約5kmのリムプルク山地の周縁部に位置している。

### 自治体の構成
この自治体は、ミヒェルバッハ、グシュラハテンブレッツィンゲン、ヒルシュフェルデン、ラウヘンブレッツィンゲンの各地区および独立した小集落であるブルクブレッツィンゲン、ノイミューレ、ブーフホルン、シュタインブリュックからなる。これらは、1970年代の自治体再編で初めてミヒェルバッハに統合されたわけではなく、長い間ともにあった。

### 隣接する市町村
北はシュヴェービッシュ・ハル、東はオーバーゾントハイム、南はガイルドルフ、西はローゼンガルテンと境を接している。

## 行政
ミヒェルバッハ・アン・デア・ビルツは、シュヴェービッシュ・ハル行政共同体に属している。

### 議会
ミヒェルバッハの議会は14人の議員と首長からなる。

### 首長
この自治体の首長は、1972年から2008年までフォルカー・シュナイダーが務めた。2008年4月からは、同年2月24日の選挙で勝利したヴェルナー・デルが務めている。

## 引用
1. ↑  Statistisches Landesamt Baden-Württemberg – Bevölkerung nach Nationalität und Geschlecht am 31. Dezember 2023 (CSV-Datei)